# Thylogale calabyi
Il pademelon di Calaby (Thylogale calabyi Flannery, 1992), noto anche come wallaby alpino, è una specie di marsupiale della famiglia dei Macropodidi. Molto raro, è diffuso solamente in Nuova Guinea, sui monti Albert Edward e Giluwe, situati nella Provincia degli Altopiani Orientali, ad un'altitudine di circa 3000 m. È minacciato dalla deforestazione.